# Bariumcarbonaat
Bariumcarbonaat (BaCO3) is een wit, geurloos bariumzout. Het is schadelijk voor het zenuwstelsel. Bariumcarbonaat komt in de natuur voor als het mineraal witheriet. Opgelost in water is bariumcarbonaat - zoals elk carbonaat - sterk basisch. Indien het in contact komt met zuren, wordt er koolstofdioxide (CO2) gevormd.

## Toepassingen
Bariumcarbonaat wordt vooral gebruikt voor de fabricage van keramiek. Daarnaast is het een bestanddeel van bepaalde soorten glas en van rodenticiden. Het wordt ook gebruikt voor de neutralisatie van zure oplossingen.